# 1957年アジアアフリカ人民連帯会議
「カイロ会議」としても知られる1957年アジアアフリカ人民連帯会議は、エジプトカイロで1957年12月26日から1958年1月1日まで行われた。参加者は国際協調と地政学について話し合った。この会議はアジア・アフリカ会議の10の原則を再度主張し、殆どは核問題に関する4つの排他的な原則を加えた。
会議は1988年デリー会議から後の憲章で述べているように「人民の権利の侵害の排除のための共通の努力におけるアジア・アフリカ人民の大規模な連帯運動」として自身を代表するアジア・アフリカ人民連帯機構を創設した。この客観的な支援は、「国民文化の助長や非暴力世界と総合的な軍備縮小と国際的な安全保障、永続的平和のために社会・経済的発展の方法を選択する権利のために経済的安全保障を確保する民族主義的政策に対する真の独立の強化と主権の擁護を」充足させている。

## 背景
カイロ会議はアジア・アフリカの経済と文化の協同を増進しどこの国であれ行う植民地主義や新植民地主義に反対するために開催されたアジア・アフリカ会議の2年後に行われた。冷戦期の初期に行われた。ソビエト連邦と同盟する国々の多くの代表が1957年のカイロ会議を主催した。
会議は会議書記でエジプト人作家ユスフ・アル＝シバイが監督する最大の準備の中でアンワル・アッ＝サーダートの指導の下で（後にエジプトの大統領）エジプト委員会により組織された。委員会は会議で討論する議題を選択し、関連する参加者に要請する担当であった。

## 参加者
カイロのアジアアフリカ人民連帯会議に次の国から607人が参加した。
- アフリカの代表団：19か国から127人の代表
  - アルジェリア：12人
  - カメルーン：6人
  - エチオピア：6人
  - エジプト：84人
  - フランス領ソマリランド：5人
  - フランス領西アフリカ：5人
  - ガーナ：5人
  - イタリア領ソマリランド：11人
  - ドイツ領トーゴラント：2人
  - チュニジア：6人
  - ウガンダ：5人
  - ザンジバル：10人
- 共産主義国代表団：5か国から70人の代表
  - ロシア：28人
  - 中華人民共和国
  - 朝鮮民主主義人民共和国
  - モンゴル国
  - ベトナム民主共和国
- その他：
  - キプロス
  - スーダン

## 議事進行
会議は3つの段階が計画された。
- 代表団の指導者による総会
- 会議の主要議題で合意するための委員会組織
- 最終議決案を起草する最終総会[2]

委員会は政治委員会と経済委員会の二つに分けられた。

### 政治委員会
政治委員会は5つの小委員会に分けられた。
- パレスチナ問題小委員会
- アルジェリア問題小委員会
- 帝国主義に関する小委員会
- 民族差別問題小委員会
- 核戦争小委員会[2]

### 経済委員会
経済委員会は3つの小委員会に分けられた。
- 植民地主義に対する経済闘争
- 植民地問題
- 最終決議

文化に課する別の小規模な委員会があったことを注記することは重要である。

## 会議の成果
会議の最初の成果は、アジア・アフリカ諸国の連帯評議会の創設であった。評議会の名称は、1960年4月のギニアコナクリでの次の会議でアジア・アフリカ人民連帯機構（AAPSO）に変更された。この評議会は永久にエジプトカイロに拠点を置いている。
AAPSOは主要な3つの任務を引き受けた。
- 会議の決議と要請の実施
- 2大陸の全ての国でアジア・アフリカ連帯運動を推進する。
- 参加国の連帯運動をつなぐ永久的な関係事務所として活動する。

1957年の会議の決議と要請は、1988年にアジア・アフリカ人民連帯機構の憲章を作るのに用いられた。機構の目的に次のものがある。
- あらゆる形態の侵害や民族差別に対する戦いとの連帯活動と連合し強化し、加速し、自由や民族独立の擁護に対して全面的な精神的・政治的・物質的支援を行う。
- 国際連合憲章や非同盟運動の本質の支援に当たり独立した世界で活動する。国際連合との関係におけるAAPSOや同じ目的のために活動する政府組織や非政府組織との関係における非同盟運動の協同を指導する。
- 不安定化政策に反対し軍事条約や軍事同盟、基地、軍備に反対し世界中の進歩的で民主的な力をアフリカやアジアなどの開発途上国に結集する。
- 搾取に対して結集し、顕在的な安全や天然資源に対する人民の主権のために後進性に打ち勝ち、社会・経済的変化をもたらす。
- 核武装解除や完全な武装解除、発展のために武力競争を停止しながら、公平で永続的な平和と安全保障のための闘争を強化する。
- 人権や女性のための平等権、子供の特別な保護を守り尊重し擁護し、民主主義と国籍や少数民族の戦いに対する民主的な解決の促進のための闘争を支持する。
  - 長年国際連合により可決され受容されたあらゆる規則や協定、条約、契約の施行などの世界人権宣言の条項を普及させる。
- 国民的和解に基づく連帯の精神で国連憲章の目的に基づき平和的対話により国際紛争や地域紛争、国内紛争を解決する。
- アジア・アフリカ諸国の国家統合の到達と強化を支援する。
- 新国際情報・通信秩序のために社会・経済発展と文化発展の間の協力関係を深める。この目標の実現のために国民や民主的組織における相互援助に導く。
- 政治的・経済的・社会的・文化的浸透からの解放を要請するアジア・アフリカ諸国や組織、団体の独立した政策を支援する。
- 大衆や大衆組織に焦点を当てた運動の活性化やアジア・アフリカなどの世界人民における進歩的な国民統合の協調を行い統合するために民族自我を保持しながら働く。
- 環境保護やこの惑星の生態学的資源の保持のために働く。

## 参照
1. ↑  “AAPSO Constitution”. www.aapsorg.org. 2019年7月14日閲覧。
2. 1 2 3  “The Afro-Asian Solidarity Conference, an analysis of communist strategy and tactics”. Central Intelligence Agency. 2019年7月14日閲覧。
3. ↑  “Afro-Asian People's Solidarity Organization AAPSO”. TheFreeDictionary.com. 2019年10月6日閲覧。